# Liste der Stolpersteine im Karlovarský kraj

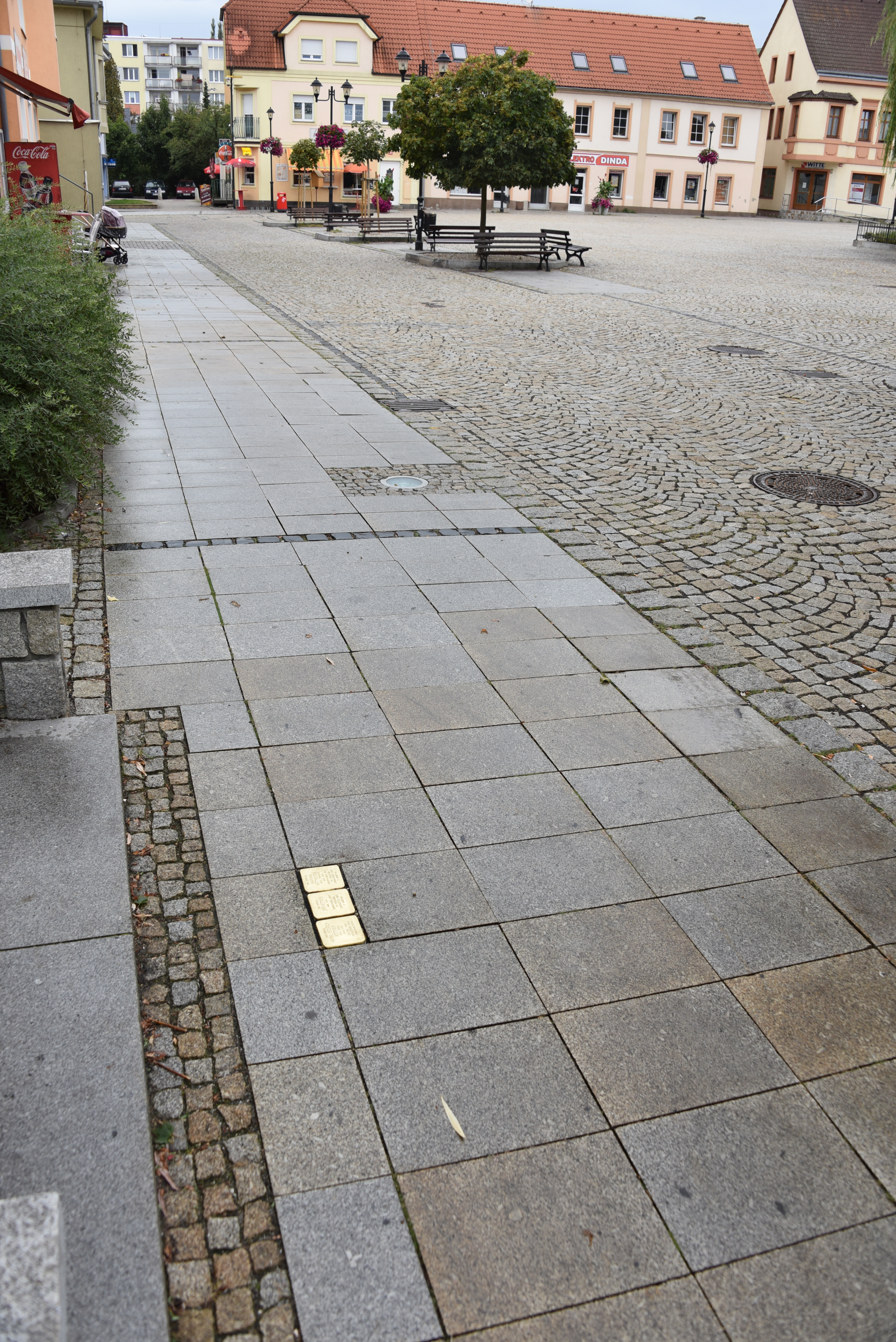
Stolpersteine in Chodov

Die Liste der Stolpersteine im Karlovarský kraj enthält die Stolpersteine in der tschechischen Region Karlovarský kraj (deutsch: Karlsbader Region), die an das Schicksal jener Menschen aus dieser Region erinnern, welche von den Nationalsozialisten ermordet, deportiert, vertrieben oder in den Suizid getrieben wurden. Die Stolpersteine wurden von Gunter Demnig verlegt.
Die Stolpersteine werden auf Tschechisch stolpersteine genannt, alternativ auch kameny zmizelých (Steine der Verschwundenen).

## Verlegte Stolpersteine

### Bečov nad Teplou
In Bečov nad Teplou wurden ein Stolperstein verlegt.
| Bild | Inschrift | Standort                              | Leben                                                 |
| ---- | --- | ------------------------------------- | ----------------------------------------------------- |
|      | HIER LEBTE MARIE FRIEDLÄNDEROVÁ GEB. NADELFESTOVÁ GEB. 1897 DEPORTIERT 1942 NACH THERESIENSTADT ERMORDET IN ZAMOŚĆ | Ulice Pod Zámkem 246 Bečov nad Teplou | Marie Friedländerová geb. Nadelfestová (1897–1942/45) |

### Chodov
In Chodov, Region Karlovarský kraj, wurden folgende Stolpersteine verlegt:
| Bild | Inschrift | Standort                   | Leben |
| ---- | --- | -------------------------- | --- |
|      | HIER WOHNTE ALICE BERGMANN GEB. 1925 DEPORTIERT 1941 NACH KERSDORF BEFREIT AUS THERESIENSTADT                        | Staroměstská 18 · Chodov · | Alice Bergmann (1925–) |
|      | HIER WOHNTE FRANZISKA BERGMANN GEB. KRONBERGER GEB. 1898 DEPORTIERT 1945 NACH THERESIENSTADT BEFREIT                 | Staroměstská 18 · Chodov · | Franziska Bergmann geb. Kronberger (1898–) |
|      | HIER WOHNTE VERA BERGMANN GEB. 1921 DEPORTIERT 1941 NACH KERSDORF BEFREIT AUS THERESIENSTADT                         | Staroměstská 18 · Chodov · | Vera Bergmann (1921–) |
|      | HIER WOHNTE DR. MED. BEDŘICH KETTNER GEB. KOHN GEB. 1889 VERHAFTET 1941 ERMORDET 1942 IN MAUTHAUSEN                  | Komenského 1077 · Chodov · | Bedřich Kettner, geboren 1889, studierte Medizin und heiratete Mariana Picková. Das Paar hatte einen Sohn, Jiří, geboren 1930. Der Historiker Miloš Bělohlávek aus Chodov erforschte, dass Kettner einige Male versucht habe – nach der Besetzung der tschechoslowakischen Grenzgebiete 1938 durch das NS-Regime – das Land zu verlassen. Er wollte sich und seine Familie in der Schweiz in Sicherheit bringen. Die Flucht gelang jedoch nicht. Er wurde 1941 verhaftet und 1942 im KZ Mauthausen ermordet. Frau und Sohn wurden 1943 im KZ Auschwitz ums Leben gebracht. |
|      | HIER WOHNTE JIŘÍ KETTNER GEB. 1930 DEPORTIERT 1942 NACH THERESIENSTADT ERMORDET 1943 IN AUSCHWITZ                    | Komenského 1077 · Chodov · | Jiří Kettner, geboren am 14. März 1930, war der Sohn von Bedřich und Mariana Kettner. Er wurde gemeinsam mit seiner Mutter am 27. Juli 1942 von Prag nach Theresienstadt deportiert und am 15. Dezember 1943 ins KZ Auschwitz. Dort wurden er und seine Mutter vom NS-Regime ermordet. |
|      | HIER WOHNTE MARIANA KETTNEROVÁ GEB. PICKOVÁ GEB. 1901 DEPORTIERT 1942 NACH THERESIENSTADT ERMORDET 1943 IN AUSCHWITZ | Komenského 1077 · Chodov · | Mariana Kettnerová geb. Picková wurde am 11. November 1901 geboren. Sie heiratete den Arzt Bedřich Antonín Kettner. Das Paar hatte einen Sohn, Jiří, geboren im März 1930. Nachdem die Fluchtpläne der Familie scheiterten, wurde der Ehemann 1941 verschleppt. Mariana Kettnerová musste mit ihrem Sohn Chodov verlassen und kam nach Prag, wo als letzte Adresse die Chocholouškova 7 in Prag VIII angegeben ist. Am 27. Juli 1942 wurden Mutter und Sohn mit dem Transport AAu, Nr. 102 und 103, von Prag nach Theresienstadt deportiert. Am 15. Dezember 1943 wurden die beiden mit Transport Dr, Nr. 1012 und 1013, ins KZ Auschwitz überstellt. Dort wurden beide vom NS-Regime ermordet. |
|      | HIER WOHNTE ANNA KRONBERGER GEB. LÖWENHEIN GEB. 1906 DEPORTIERT ERMORDET 1943 IN AUSCHWITZ                           | Staroměstská 18 · Chodov · | Anna Kronberger geb. Löwenhein wurde 1906 geboren. Sie wurde deportiert und 1943 im KZ Auschwitz vom NS-Regime ermordet. |
|      | HIER WOHNTE EDUARD KRONBERGER GEB. 1865 DEPORTIERT GEFÄNGNIS WALDHEIM ERMORDET 30.10.1940                            | Staroměstská 18 · Chodov · | Eduard Kronberger wurde am 30. Juli 1865 in Soběslav geboren, als eines von zehn Kindern der Eheleute Seligmann Kronberger (1830–1886) und Franziska geb. Rind (circa 1835 in Přehořov – 1887 in Soběslav). Er ging nach Chodov, wurde Kaufmann und heiratete Jenny Löwy (geb. 10. Februar 1875). Das Paar hatte fünf Kinder: die Söhne Walter (geb. 1896) und Oskar (geb. 1899) sowie die Töchter Franziska (geb. am 20. März 1898 in Chodov), Erna (geb. 1903) und Frieda. Die Söhne und Erna Kronberger wurden vom NS-Regime ermordet. Eduard Kronbergers Frau Jenny verstarb bereits am 25. März 1929 in Chodov. Er selbst wurde von den Nationalsozialisten ins Zuchthaus Waldheim deportiert und am 30. Oktober 1940 ermordet. Den Holocaust überleben zwei seiner Enkel, Ruth und Kurt Kronberger, die mit den sogenannten Winton-Zügen nach Großbritannien gebracht wurden. |
|      | HIER WOHNTE IDA KRONBERGER GEB. PREUSS GEB. 1897 DEPORTIERT 1942 NACH THERESIENSTADT ERMORDET 1944 IN AUSCHWITZ      | Staroměstská 18 · Chodov · | Ida Kronberger geb. Preuss wurde am 19. Januar 1897 geboren. Sie heiratete Walter Kronberger. Das Ehepaar hatte zwei Kinder, Adolf und Ruth. Ida Kronberger wurde vom NS-Regime mit Transport Ba am 10. August 1942, Nr. 1145, von Prag nach Theresienstadt deportiert. Am 6. Oktober 1944 wurde sie mit Transport Eo, Nr. 200, nach Auschwitz überstellt und dort ermordet. Ihr Ehemann wurde im Februar 1945 im KZ Dachau ums Leben gebracht. Die Tochter Ruth konnte mit den sogenannten Winton-Zügen rechtzeitig nach Großbritannien in Sicherheit gebracht werden. |
|      | HIER WOHNTE OSCAR KRONBERGER GEB. 1899 DEPORTIERT 1943 NACH THERESIENSTADT ERMORDET 1943 IN AUSCHWITZ                | Staroměstská 18 · Chodov · | Oscar Kronberger auch Oskar, wurde am 12. Dezember 1899 geboren. Er war der zweite Sohn der Eheleute Eduard und Jenny Kronberger. Er wurde 1943 nach Theresienstadt deportiert und im selben Jahr vom NS-Regime in Auschwitz ermordet. |
|      | HIER WOHNTE WALTER KRONBERGER GEB. 1896 DEPORTIERT 1943 NACH THERESIENSTADT ERMORDET 1945 IN DACHAU                  | Staroměstská 18 · Chodov · | Walter Kronberger, auch Valtr, wurde am 14. Juli 1896 in Chodov geboren. Er war der älteste Sohn der Eheleute Eduard und Jenny Kronberger. Walter Kronberger heiratete Ida Kronberger geb. Preuss. Das Paar hatte zwei Kinder, Adolf und Ruth. Vor der Deportation in ein Lager zwangen die Nationalsozialisten die meisten tschechischen Juden, ihre Heimatgemeinde zu verlassen und in eine Sammelwohnung in Prag zu übersiedeln. Als letzte Wohnadresse vor seiner Deportation ist Prag XII, V Horní Stromovce 7 angegeben. Mit dem Transport Cw, Nr. 57, wurde Walter Kronberger am 9. März 1943 nach Theresienstadt überstellt, wo sich bereits seit dem 10. August 1942 seine Ehefrau befand. Am 29. September 1944 erfolgte die Deportation mit Transport El, Nr. 224, von Theresienstadt nach Auschwitz. Am 6. Februar 1945 wurde er im KZ Dachau vom NS-Regime ermordet.   |
|      | HIER WOHNTE ERNA STERN GEB. KRONBERGER GEB. 1903 DEPORTIERT 1942 NACH THERESIENSTADT ERMORDET 1942 IN RIGA           | Staroměstská 18 · Chodov · | Erna Stern geb. Kronberger wurde am 5. März 1903 in Chodov als Tochter der Eheleute Eduard und Jenny Kronberger geboren. Sie heiratete Julius Stern. Das Schicksal ihres Gatten ist unbekannt. Sie wurde gemeinsam mit ihrer Schwägerin Ida Kronberger mit Transport Ba, Nr. 1146, am 10. August 1942 von Prag nach Theresienstadt deportiert. Von dort wurde sie am 20. August 1942 mit Transport Bb, Nr. 950, nach Riga deportiert und ermordet. |

### Karlsbad
In Karlsbad (Karlovy Vary) wurden zumindest zwölf Stolpersteine verlegt.
| Bild | Inschrift | Standort                                  | Name, Leben |
| ---- | --- | ----------------------------------------- | --- |
|      | HIER WOHNTE HEDWIG (WIKKI) FÜHRENBERG GEB. NEUBAUER GEB. 1894 DEPORTIERT 1941 NACH LODŽ ERMORDET 1941 EBENDORT | Dr. Davida Bechera Karlovy Vary           | Hedwig Führenberg geb. Neubauer (1894–1941) |
|      | HIER WOHNTE DR. JUR. LEOPOLD FÜHRENBERG GEB. 1886 DEPORTIERT 1941 NACH LODŽ ERMORDET 1941 EBENDORT             | Dr. Davida Bechera Karlovy Vary           | Leopold Führenberg (1886–1941) |
|      | HIER WOHNTE IRMA GLASER GEB. NEUBAUER GEB. 1881 DEPORTIERT 1942 NACH LODŽ ERMORDET 1941 EBENDORT               | Ulica Moskevská Karlovy Vary              | Irma Glaser geb. Neubauer (1881–1941) |
|      | HIER WOHNTE MAX GUTTENSTEIN GEB. 1880 DEPORTIERT 1942 NACH THERESIENSTADT ERMORDET IN OSSOWA                   | Mariánskolázeňská 29 Karlovy Vary         | Max Guttenstein (1880–1942/45) |
|      | HIER WOHNTE HANS KÖNIG GEB. 1933 DEPORTIERT 1941 NACH ŁÓDŹ ERMORDET                                            | Lázeňská 2 · Karlovy Vary · verlegt: 2016 | Hans König, geboren am 20. März 1933 in Karlovy Vary, auch Hanuš genannt, Sohn von Karl König und Julie Anna König, Bruder von Paul König; er lebte zuletzt mit seiner Mutter und Bruder Paul in Prag, wo er verhaftet und am 31. Oktober 1941 mit dem Transport D nach Łódź deportiert wurde; er wurde im April 1942 im in der Nähe liegenden Vernichtungslager Chełmno ermordet. |
|      | HIER WOHNTE JULIE ANNA KÖNIG GEB. WOLLISCH GEB. 1907 DEPORTIERT 1941 NACH ŁÓDŹ ERMORDET 1.4.1942 CHEŁMNO       | Lázeňská 2 · Karlovy Vary · verlegt: 2016 | Julie Anna König, geboren am 22. Februar 1907 in Karlovy Vary, Nickname Lili, geborene Wollisch, war Tochter von Wilhelm und Luisa Wollisch (geborene Teiner), Ernest Wollisch war ihr Bruder; sie war mit Karl König verheiratet (und später von ihm geschieden), mit dem sie die Söhne Pavel und Hans (Hanuš) hatte. Ab November 1938 lebte sie in Prag, wo sie verhaftet und am 31. Oktober 1941 mit dem Transport D nach Łódź deportiert wurde; sie wurde am 1. April 1942 im in der Nähe liegenden Vernichtungslager Chełmno ermordet. |
|      | HIER WOHNTE PAUL KÖNIG GEB. 1936 DEPORTIERT 1941 NACH ŁÓDŹ ERMORDET                                            | Lázeňská 2 · Karlovy Vary · verlegt: 2016 | Paul König, geboren am 15. April 1936 in Karlovy Vary, auch Pavel genannt, Sohn von Karl König und Julie Anna König, Bruder von Hans König; er lebte zuletzt mit seiner Mutter und Bruder Hans in Prag, wo er verhaftet und am 31. Oktober 1941 mit dem Transport D nach Łódź deportiert wurde; er wurde im April 1942 im in der Nähe liegenden Vernichtungslager Chełmno ermordet. |
|      | HIER WOHNTE DR. MED. OTTO LÖW GEB. 1880 DEPORTIERT 1942 NACH LODŽ ERMORDET 1942 IN AUSCHWITZ                   | Na Vyhlídce 1060/4 Karlovy Vary           | Otto Löw (1880–1942) |
|      | HIER WOHNTE PAULA TEINER GEB. 1880 DEPORTIERT 1941 NACH ŁÓDŹ ERMORDET                                          | Lázeňská 2 · Karlovy Vary · verlegt: 2016 | Paula Teiner wurde am 7. April 1880, nach anderen Quellen: 1879, in Karlovy Vary geboren. Bekannt unter den Vornamen Paula, Pavla und Pauline, sowie unter den Nachnamen Teiner, Teinerova und Teinerová. Tochter von Josef Teiner und Anna Teiner, Schwester von Luise Wollisch, Emma Teiner und Alfred Teiner. Sie war eine Hotelbesitzerin, nicht verheiratet; nach 1939 zog sie nach Prag um, wo sie verhaftet und am 31. Oktober 1941 mit dem Transport D nach Łódź deportiert wurde; sie wurde im April 1942 im in der Nähe liegenden Vernichtungslager Chełmno ermordet. |
|      | HIER WOHNTE OTTILIE WOLFOVÁ GEB. 1879 DEPORTIERT 1942 NACH THERESIENSTADT ERMORDET IN IZBICA                   | Zahradní Karlovy Vary                     | Ottilie Wolfová (1879–1942/45) |
|      | HIER WOHNTE LUISE WOLLISCH GEB. TEINER GEB. 1877 DEPORTIERT 1941 NACH ŁÓDŹ ERMORDET 1.4.1942 CHEŁMNO           | Lázeňská 2 · Karlovy Vary · verlegt: 2016 | Luise Wollisch, geboren am 19. Februar 1877 in Karlovy Vary, geborene Teiner bzw. Teinerova bzw. Teinerová. Bekannt unter den Vornamen Luise, Luisa, Ludvika Aloisie und Luise Aloisie sowie unter den Nachnamen Wollisch, Wollischova und Wollischová. War mit dem Apotheker Wilhelm (bzw. Vilém) Wollisch verheiratet, der verstarb. Tochter von Josef Teiner und Anna Teiner(ová), Mutter von Ernest G. Wollish und Julie Anna König, Schwester von Emma Teiner, Pauline Teiner und Alfred Teiner. 1938 zog sie vorübergehend nach Prag um, wo sie sich um Papiere zur Ausreise nach Schweden bemühte. Dort wurde sie verhaftet und am 31. Oktober 1941 mit dem Transport D nach Łódź deportiert wurde; sie wurde am 1. April 1942 im in der Nähe liegenden Vernichtungslager Chełmno ermordet. |
|      | HIER WOHNTE FRANTIŠEK ZENTNER GEB. 1903 DEPORTIERT 1942 NACH THERESIENSTADT ERMORDET IN AUSCHWITZ              | Moskevská 26 Karlovy Vary                 | František Zentner (1903–1942/45) |

### Ostrov nad Ohří
In Ostrov nad Ohří wurden sechs Stolpersteine verlegt.
| Bild | Inschrift | Standort                         | Leben                                          |
| ---- | --- | -------------------------------- | ---------------------------------------------- |
|      | HIER WOHNTE GERTRUDA HIRSCH GEB. SALZ GEB. 1870 DEPORTIERT 1942 NACH THERESIENSTADT ERMORDET IN TREBLINKA                   | Jáchymovská Ostrov nad Ohří      | Gertruda Hirsch geb. Salz (1870–1942/45)       |
|      | HIER WOHNTE ERNST KELLER GEB. 1881 DEPORTIERT 1942 NACH THERESIENSTADT ERMORDET IN LUBLIN                                   | Dlouhá 105 Ostrov nad Ohří       | Ernst Keller (1881–1942/45)                    |
|      | HIER WOHNTE AMALIE LÖWENSTEIN GEB. 1880 DEPORTIERT 1942 NACH THERESIENSTADT ERMORDET IN LUBLIN                              | Staré náměstí 21 Ostrov nad Ohří | Amalie Löwenstein (1880–1942/45)               |
|      | HIER WOHNTE FRITZ ERICH LÖWENSTEIN GEB. 1918 DEPORTIERT 1943 NACH THERESIENSTADT ERMORDET 7.3.1944 IN AUSCHWITZ             | Nádražní 297 Ostrov nad Ohří     | Fritz Erich Löwenstein (1918–1944)             |
|      | HIER WOHNTE LOUISE LÖWENSTEIN GEB. FLEISCHMANN GEB. 1886 DEPORTIERT 1943 NACH THERESIENSTADT ERMORDET 7.3.1944 IN AUSCHWITZ | Nádražní 297 Ostrov nad Ohří     | Louise Löwenstein geb. Fleischmann (1886–1944) |
|      | HIER WOHNTE KAMILLA LÖWY GEB. REIMANN GEB. 1872 DEPORTIERT 1942 NACH THERESIENSTADT ERMORDET IN TREBLINKA                   | Husova 39 Ostrov nad Ohří        | Kamilla Löwy geb. Reimann (1886–1942/43)       |

### Sokolov
In Sokolov wurden fünf Stolpersteine verlegt.
| Bild | Inschrift                                                                                              | Standort                  | Leben |
| ---- | --- | ------------------------- | --- |
|      | HIER WOHNTE DR. SOLOMON FEUERSTEIN GEB. 1869 DEPORTIERT 1942 NACH THERESIENSTADT ERMORDET IN TREBLINKA | U Divadla Sokolov         | Solomon Feuerstein, geboren 1869, war der letzte Rabbiner von Sokolov. Er flüchtete nach Prag, wurde dort verhaftet, verschleppt und schließlich im Vernichtungslager Treblinka ermordet. Zur Verlegung des Stolpersteines reisten Verwandte aus Israel und aus den USA an. |
|      | HIER WOHNTE JULIUS HERRMANN GEB. 1906 DEPORTIERT 1942 NACH THERESIENSTADT ERMORDET IN AUSCHWITZ        | Staré náměstí 22 Sokolov  | Julius Herrmann |
|      | HIER WOHNTE GRETA HERRMANNOVÁ GEB. 1903 DEPORTIERT 1942 NACH THERESIENSTADT ERMORDET IN AUSCHWITZ      | Staré náměstí 22 Sokolov  | Greta Herrmannová |
|      | HIER WOHNTE THEODOR STEINIGER GEB. 1871 DEPORTIERT 1942 NACH THERESIENSTADT ERMORDET IN TREBLINKA      | Staré náměstí 137 Sokolov | Theodor Steiniger |
|      | HIER WOHNTE MARIE STEINIGEROVÁ GEB. 1879 DEPORTIERT 1942 NACH THERESIENSTADT ERMORDET IN TREBLINKA     | Staré náměstí 137 Sokolov | Marie Steinigerová |

## Verlegedaten
- 2. August 2015: Chodov, Staroměstská 18 (G. Demnig)[23]
- 1. August 2016: Chodov, Komenského 1077 (G. Demnig)[24]
- 17. September 2017: Chodov, Staroměstská 18[25]
- 18. September 2017, Karlsbad, Lázeňská 2[25]
- 9. November 2021: Ostrov (Ernst Keller), Sokolov
- 9. Mai 2023: Ostrov (Amalie Löwenstein und Kamilla Löwy)
- 21. Juli 2024: Bečov nad Teplou